# Wilsdruff
Wilsdruff est une ville de Saxe (Allemagne), située dans l'arrondissement de Suisse-Saxonne-Monts-Métallifères-de-l'Est, dans le district de Dresde, au bord de la Wilde Sau à l'ouest de Dresde.
La bataille de Kesselsdorf, aujourd'hui un faubourg de Wildsruff (15 décembre 1745), est une victoire majeure de Frédéric II de Prusse sur les Saxons et les Impériaux pendant de la guerre de Succession d'Autriche.

## Personnalités liées à la ville
- Johann Christian Klengel (1751-1824), peintre né à Kesselsdorf.
- Richard Fuchs (1873-1938), homme politique né à Wilsdruff.
- Siegfried Buback (1920-1977), juriste né à Wilsdruff.
- Christine Scheiblich (1954-), rameuse née à Wilsdruff.